# Praia de Uruaú
Por do sol na Praia de Uruaú
Uruaú é um praia brasileira localizada no município de Beberibe no estado do Ceará.